# Traductions de la Bible en anglais

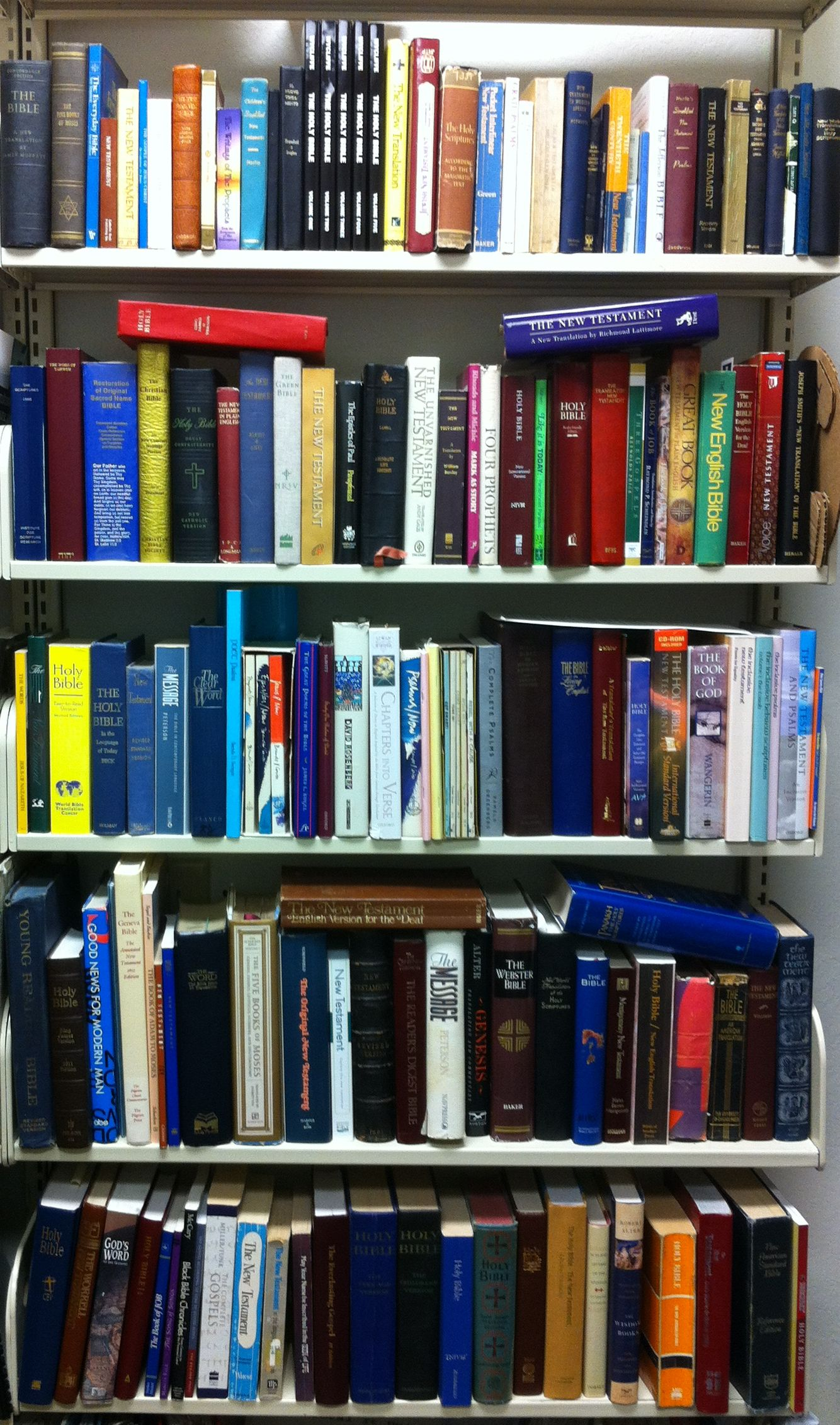
Rayon de traductions récentes de la Bible en anglais.

Les plus anciennes traductions partielles de la Bible dans les langues utilisées par le peuple anglais remontent à la fin du VIIe siècle, y compris les traductions en vieil anglais et moyen anglais. Plus de 450 traductions de la Bible en anglais ont été produites au cours de l'histoire.
La nouvelle version standard révisée est la version la plus couramment utilisée par les universitaires et les exégètes. Selon un sondage fait aux États-Unis en 2014, 55% des lecteurs de la Bible utilisaient la Bible du roi Jacques (King James version), 19% utilisaient la New International Version, les autres versions étant toutes sous les 10%.

## Vieil anglais
Bien que John Wyclif soit souvent crédité de la première traduction de la Bible en anglais, il y avait eu de nombreuses traductions de grandes parties de la Bible au cours des siècles précédents. Certaines parties de la Bible ont d'abord été traduites en vieil anglais à partir de la Vulgate latine par quelques moines et érudits distingués. Ces traductions se présentaient généralement sous forme de prose ou de gloses interlinéaires (traductions littérales inscrites au-dessus des mots latins).
Il y eut pendant cette période très peu de traductions complètes de la Bible. Beaucoup des livres de la Bible existaient séparément et étaient lus comme des textes individuels. En revanche, un rendu allégorique de la Bible était plus courant et les traductions des textes de la Bible incluaient souvent les commentaires de l'auteur en plus de la traduction proprement dite.
À la fin du VIIe siècle, une traduction des Écritures en vieil anglais fut commencée par Bède le Vénérable. Aldhelm (639–709) traduisit l'intégralité du Livre des Psaumes et plusieurs autres passages des Écritures en vieil anglais.
Au Xe siècle, une traduction en vieil anglais des Évangiles fut insérée par Aldred, prévôt de Chester-le-Street sous forme d'une glose interlinéaire mot à mot dans le manuscrit des Évangiles de Lindisfarne. C'est la plus ancienne traduction connue des Évangiles en anglais.
Les Évangiles du Wessex (en) (également connus sous le nom d'Évangiles ouest-saxons) sont une traduction complète des quatre Évangiles en saxon occidental, l'un des un dialecte du vieil anglais, réalisée vers 990. C' est la première traduction des quatre évangiles en anglais sans le texte latin.
Au XIe siècle, l'abbé Ælfric traduisit une grande partie de l'Ancien Testament en vieil anglais. L'hexateuque vieil-anglais est un manuscrit enluminé des six premiers livres de l'Ancien Testament (ou hexateuque).
L'heptateuque vieil-anglais, copie du précédent, sans illustrations somptueuses, mais avec l'ajout d'une traduction du Livre des juges (d'où son nom), se trouve à la bibliothèque bodléienne d'Oxford (Laud Misc. 509).

## Moyen anglais
L'Ormulum est une traduction biblique en moyen anglais du XIIe siècle. Comme son précurseur en vieil anglais d'Ælfric d'Eynsham, il comprend très peu de texte biblique et beaucoup de glose. Ce style a été adopté par bon nombre des traducteurs anglais anciens. Par exemple, l'histoire des noces de Cana est longue de près de 800 lignes, mais à peine 40 d'entre elles sont la traduction réelle du texte. De manière moins habituelle, la traduction imite le vers latin, et est donc similaire au poème anglais du XIVe siècle à la fois mieux connu et plus apprécié, Cursor Mundi.
Richard Rolle (1290–1349) publia un psautier anglais. De nombreuses œuvres religieuses ont été attribuées à Rolle, mais ces attributions sont aujourd'hui remises en question. Beaucoup d'entre elles se préoccupent de piété personnelle et ont été en vogue chez les Lollards.
Le théologien du XIVe siècle John Wyclif est considéré comme le traducteur de ce qui a donc été appelé la Bible de Wyclif. Il est toutefois incertain qu'il ait traduit toute la Bible lui-même et on ne sait pas exactement ce qui lui l'a été de sa main. Cette traduction a été publiée en deux versions. Le texte le plus ancien est caractérisé par une conservation quasi-systématique de l'ordre des mots latins, ce qui était susceptible de rendre le sens du texte obscur pour les lecteurs non latinistes. La deuxième version tenait davantage compte de la grammaire anglaise.

## Anglais moderne naissant

### La Bible Tyndale

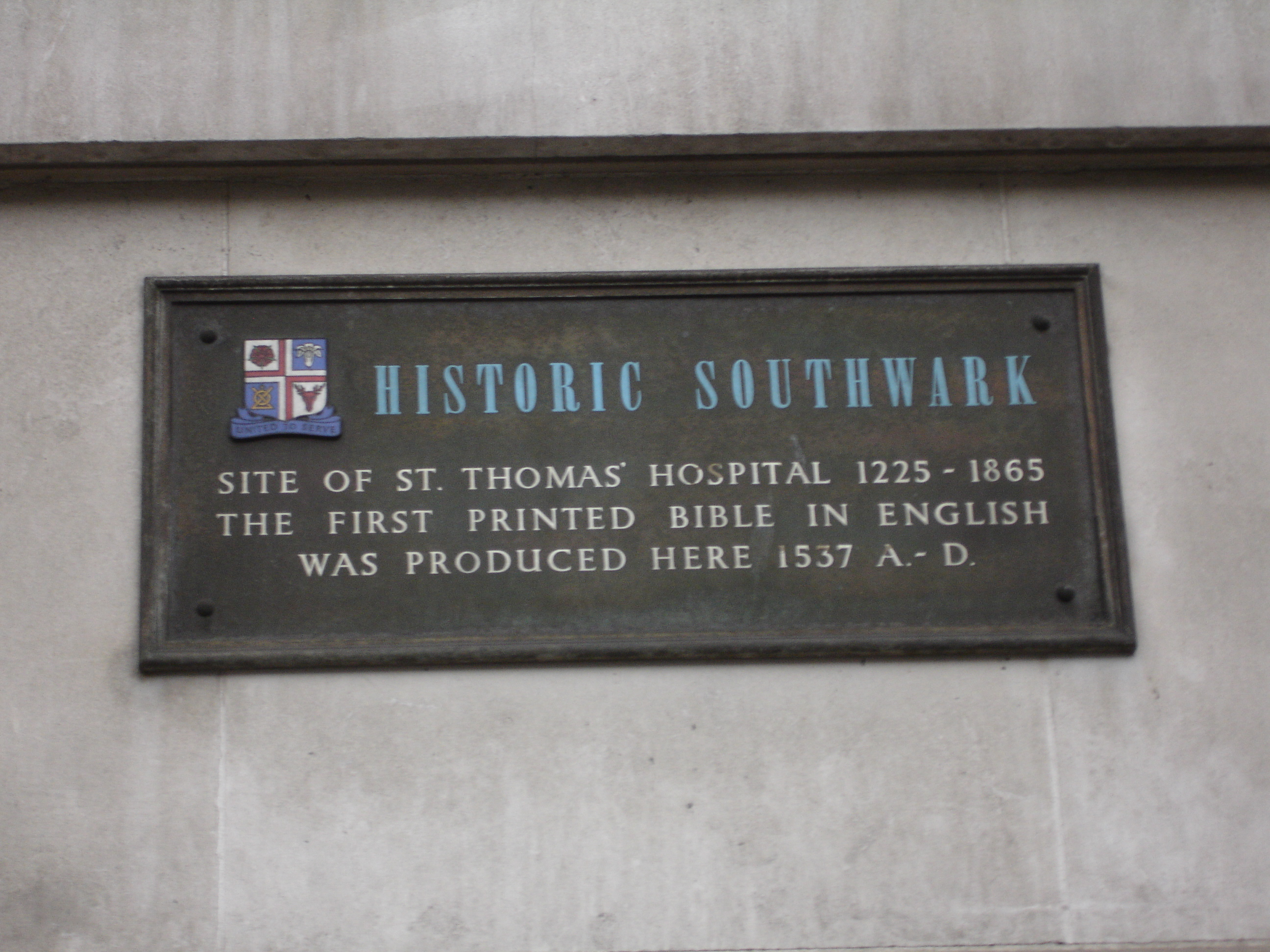
Plaque sur le site du St Thomas' Hospital à Londres, où fut imprimée la première Bible anglaise. (L'inscription comporte une erreur : la Bible de Miles Coverdale, parue en 1535, est plus ancienne.)

La période de l'anglais moderne naissant s'étend environ de 1500 à 1800. Cette première grande période de traduction de la Bible en langue anglaise a commencé avec la parution de la Bible Tyndale. La première édition complète de son Nouveau Testament a été publiée en 1526. William Tyndale a utilisé les textes grecs et hébreux du Nouveau Testament et de l'Ancien Testament en plus de la traduction latine de Jérôme. Il fut le premier traducteur à utiliser la presse à imprimer - ce qui permit la distribution de plusieurs milliers d'exemplaires de sa traduction du Nouveau Testament dans toute l'Angleterre. Tyndale n'a pas terminé sa traduction de l'Ancien Testament.

### La Bible Coverdale
La première traduction en anglais de la Bible complète à être imprimée fut celle produite par Miles Coverdale en 1535, à partir de la traduction de Tyndale et de traductions personnelles depuis le latin ou l'allemand (la Bible de Luther dont le Nouveau Testament est parue en 1522 et l'Ancien Testament en 1534). Après de longues controverses scientifiques, le consensus est à présent que cette Bible a été imprimée en 1535 à Anvers (le colophon donne la date du 4 octobre 1535). Cette première édition a été adaptée par Coverdale pour sa première "version autorisée", connue sous le nom de Grande Bible, de 1539.

### La Bible de Genève
En 1560 paraît la Bible de Genève (ou Geneva Bible). Réalisée à Genève par un cénacle de calvinistes réfugiés autour de John Knox et de Jean Calvin, la Geneva Bible était la première à être entirèrement traduite depuis des originaux hébreux et grecs. Elle est également remarquable pour être la première Bible anglaise divisée en versets numérotés. Dotée de notes et d'une introduction pour chaque livre, elle niait le droit divin des Rois et diffusait une théologie nettement calviniste. Son prix abordable et son format compact lui assurèrent une grande diffusion et un succès durable (elle sera réimprimée 150 fois). Bible favorite des puritains et des opposants à l’Église d'Angleterre, elle accompagnera en Amérique du Nord les premiers colons de Virginie, implantés à Jamestown à partir de 1607, puis les séparatistes puritains ou pères pèlerins (pilgrim fathers) à bord du Mayflower en 1620, et elle devient la Bible la plus utilisée en Nouvelle-Angleterre, et la seule utilisée dans la colonie de Plymouth ; son influence fondatrice sur le protestantisme américain a ainsi été majeure.

### La Bible des Évêques

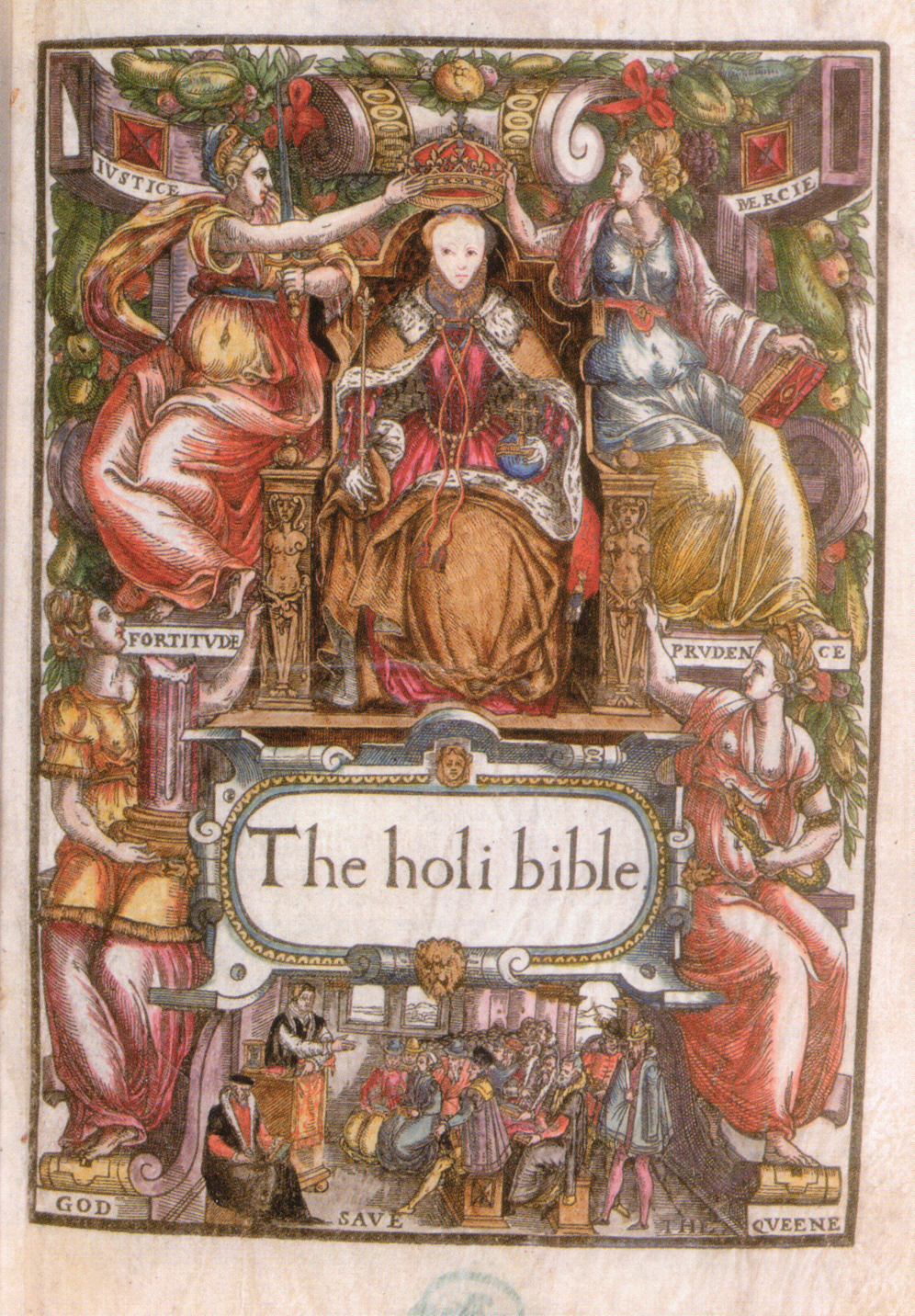
Frontispice de la Bible des Évêques, orné d'un portrait d'Élisabeth Ire (édition in-quarto de 1569).

La Bible des Évêques, parue en 1568, fut une tentative mal aboutie d'Élisabeth Ire de créer une nouvelle version autorisée. Sa traduction ne fut pas ou peu coordonnée et elle est hétéroclite en termes de style et de vocabulaire, parfois chargée de termes ecclésiastiques. Elle est en outre de grande taille et peu maniable, et semble destinée davantage à être lue dans les églises que dans les foyers chrétiens. Elle fut profondément révisée en 1572, mais ses insuffisances ne lui permettront pas d'endiguer le succès de la Bible de Genève comme l'espéraient les évêques anglicans.

### La Bible du roi Jacques
La large diffusion et l'orientation calviniste voire républicaine des commentaires de la Geneva Bible indisposant fortement le roi d'Angleterre Jacques Ier, celui-ci demande qu'une nouvelle traduction autorisée, meilleure que la Bible des Évêques, soit mise en chantier. Celle-ci paraît en 1611, œuvre d'une cinquantaine de traducteurs dont le travail s'est étendu sur quatre ans et demi sous le contrôle efficace de l'archevêque de Cantorbéry Richard Bancroft. La nouvelle traduction sera baptisée Bible du roi Jacques (King James version), du nom de son royal commanditaire. Ironiquement l'influence de la traduction de la Geneva Bible sur la Bible du roi Jacques fut très significative, représentant près de 20% du texte.

### La Bible Douai-Reims
La première Bible catholique en anglais fut la Bible de Douai–Reims, dont le nouveau testament parut à Reims en 1582 et l'ancien testament un peu plus tard à Douai. L'ancien testament était achevé au moment de la publication du nouveau testament, mais en raison de circonstances difficiles et de problèmes financiers, il ne fut publié que près de trois décennies plus tard, en deux éditions, en 1609 et 1610. Dans cette version, les sept livres deutérocanoniques sont mélangés avec les autres livres, plutôt que d'être classés séparément dans un appendice.

## Anglais moderne

### Méthodes de traduction
Alors que les traductions des premières Bibles en anglais se fondaient généralement sur un petit nombre de textes sources grecs ou sur des traductions latines, les traductions anglaises modernes de la Bible sont basées sur une plus grande variété de manuscrits dans les langues originales (grec et hébreu). Les traducteurs ont fait de gros efforts pour recouper les différentes sources telles que la Septante, le Textus Receptus et le texte massorétique. En outre, des découvertes récentes, comme les manuscrits de la mer Morte, ont fourni des informations supplémentaires. Il y a une certaine controverse sur les textes qui doivent être utilisés comme base de traduction, car certaines des sources alternatives n'incluent pas des membres de phrase (ou parfois des versets entiers) qui se trouvent seulement dans le Textus Receptus.
Certains pensent que les sources alternatives ne sont pas représentatives des textes utilisés à leur époque, tandis que d'autres soutiennent que le Textus Receptus comprend des passages ajoutés de façon inappropriée. Ces passages controversés ne sont toutefois pas le fondement de questions de doctrine controversées. De nombreuses traductions anglaises modernes, comme la Nouvelle version internationale, règlent ce problème en signalant en note où se situent les différences dans les sources originales.
Les traductions modernes adoptent différentes approches pour rendre les langues d'origine de manière à la fois fidèle et intelligible. Ces approches se situent généralement entre ces deux extrêmes :
- L'équivalence formelle (parfois appelée traduction littérale) dans laquelle la priorité est donnée à la préservation du sens de chaque mot et de chaque tournure de l'original, avec une priorité moindre sur l'intelligibilité par les lecteurs modernes.
- L'équivalence dynamique (ou équivalence fonctionnelle, parfois traduction paraphrasée) dans laquelle le traducteur tente avant tout de rendre le sens et l'intention de l'original. La Good News Bible en est un exemple.

Certaines traductions ont été motivées par une forte spécificité théologique, comme la conviction que le nom de Dieu doit être préservé sous une forme sémitique, comme on le voit dans les Sacred Name Bibles. La Purified Translation of the Bible (traduction purifiée de la Bible) promeut l'idée que Jésus et les premiers chrétiens ne buvaient pas de vin, mais du jus de raisin. La New World Translation of the Holy Scriptures des Témoins de Jéhovah remplace le tétragramme (YHWH) par le mot Jéhovah dans tous l'ancien testament; il l'utilise aussi dans le nouveau testament, au-delà même des citations de l'ancien testament, bien que ce mot n'apparaisse pas dans le texte grec.

### Approches alternatives
La plupart des traductions s'efforcent de rendre l'original en une seule fois, en s'appuyant sur des notes de bas de page lorsqu'il peut y avoir des traductions alternatives ou des variantes textuelles. La "Bible amplifiée" a choisi une autre approche. Dans les cas où un mot ou une phrase a plus d'une signification, la Bible amplifiée présente toutes les interprétations possibles, permettant au lecteur d'en choisir une. Par exemple, les deux premiers versets de la Bible donnent ceci :

Au commencement, Dieu (Elohim) a créé [en formant à partir de rien] les cieux et la terre. La terre était informe et vide ou un désert et un vide, et l'obscurité était sur la face de l'abîme [l'océan primitif qui couvrait la terre non formée]. L'Esprit de Dieu se mouvait (planant, couvant) sur la surface des eaux.

### Traductions à partir d'une seule source
Alors que la plupart des traductions tentent de synthétiser les divers textes connus dans les langues d'origine, certaines traductions traduisent également une source textuelle spécifique, généralement pour des raisons académiques. Un exemple de volume unique pour l'Ancien Testament est la Bible des Manuscrits de la Mer Morte  (ISBN 0-06-060064-0) par Martin Abegg, Peter Flint and Eugene Ulrich.

## Principales traductions en anglais moderne

### Principales traductions chrétiennes
- La version anglaise révisée est une révision de la Bible du Roi Jacques datant de la fin du XIXe siècle. C'est la première et la seule révision officiellement autorisée et reconnue de la Version du Roi Jacques en Grande-Bretagne. Le travail de traduction a été réalisé par plus de 50 chercheurs de diverses confessions en Grande-Bretagne, avec le concours de 30 chercheurs américains collaborant par correspondance avec l'équipe britannique. Le Nouveau Testament en a été publié en 1881, l'Ancien Testament en 1885 et les Apocryphes en 1894[14].
- La version standard américaine est une traduction qui a été achevée en 1901, avec la publication de la révision de l'Ancien Testament ; le Nouveau Testament révisé avait été publié en 1900. Cette traduction, qui servira de base à de nombreuses révisions, est une reprise de la Version Révisée (ci-dessus) par le comité de traduction américain qui y avait été associé sans que toutes ses suggestions soient acceptées. En raison de sa popularité dans les séminaires, elle a parfois été simplement appelée la Standard Bible aux États-Unis. Les principales versions dérivées de cette traduction sont :
  - la Revised Standard Version (RSV) en 1952,
  - l'édition catholique de la RSV, la Revised Standard Version Catholic Edition en 1966, qui réordonne les livres deutérocanoniques en reprenant l'ordre traditionnel des livres de l'Ancien Testament,
  - The Living Bible en 1971,
  - la New American Standard Bible en 1971,
  - la New Revised Standard Version en 1989.
  - la 21st Century King James Version en 1994.
- La Westminster Version of Sacred Scripture (WVSS), première tentative catholique de traduction en anglais de la Bible depuis les textes originaux hébreux et grecs au lieu d'utiliser la Vulgate comme texte source. Elle fut traduite et publiée progressivement entre 1913 et 1935. Dans les premières éditions, le texte de la traduction Douay-Rheims était utilisé en substitution des livres non encore traduits.
- The Bible: an American Translation (1939), une nouvelle traduction protestante soucieuse de modernisme.
- The Jerusalem Bible (JB), traduction catholique à partir des textes hébreux et grecs, très influencée par la Bible de Jérusalem française, l'ensemble des commentaires étant même directement traduits du français.
- La The New English Bible (NEB), une traduction établie avec grand soin par des biblistes britanniques. Le Nouveau Testament a été publié en 1961 et l'Ancien Testament (avec les Apocryphes) en 1970. En 1989, elle a été considérablement révisée et rééditée sous le nom de Revised English Bible (Bible anglaise révisée).
- La New International Version, nouvelle traduction publiée en 1978 afin de répondre au besoin d'une traduction moderne dans une langue intelligible à tous mais sans compromis sur la rigueur de la recherche sous-jacente. Elle a été établie par une équipe œcuménique.
- La New King James Version (NKJV), traduction entièrement nouvelle inspirée de la King James, a été publiée en 1982, après que le Nouveau Testament eut paru en 1979 et les Psaumes en 1980.

### Traductions chrétiennes en langage courant
Reposant sur le principe de l'équivalence dynamique, ces traductions sont destinées à mettre le texte biblique à la portée de tous, en s'astreignant à trouver des images parlantes dans le contexte contemporain et en éliminant tout vocabulaire trop savant ou archaïque, voire en recourant à de nombreuses illustrations graphiques.
- La Good News Bible, parue en 1976 et parfois connue sous le nom de "Version anglaise actuelle" (Today's English Version), est la plupart du temps illustrée par quelque 500 illustrations dues à l'artiste franco-suisse Annie Vallotton[15]. Il s'agit d'une traduction multiconfessionnelle, avec des éditions utilisées par de nombreuses confessions chrétiennes, et très largement diffusée dans les pays du Commonwealth qui apprécient de disposer d'un texte plus facilement accessible par les croyants.
- La Simple English Bible (en), parue en 1978 et 1980, se base sur un vocabulaire limité à 3 000 mots et sur une syntaxe simple, particulièrement dans la construction des phrases. Certaines de ses versions sont aussi appelées the Plain English Bible, the International English Bible ou the God Chasers Extreme New Testament.
- La Contemporary English Version (en)(aussi appelée la Bible pour la famille d'aujourd'hui - Bible for Today's Family), parue en 1995, est une traduction de la Bible en anglais courant. Parfois considérée à tort comme une révision de la Good News Bible, et publiée comme elle par l'American Bible Society, il s'agit en fait d'une traduction nouvelle. Une version en anglais britannique, qui inclut des mesures en système métrique, a été publiée par la British and Foreign Bible Society.

### Traductions individuelles
Alors que la majorité des traductions sont le fait de groupes d'experts qui cherchent ainsi à éviter tout biais personnel, certaines traductions sont le fait d'individus :
- la Quaker Bible (en), d'Anthony Purver (1764),
- la traduction de Thomson (en), directement du texte grec de la Septante, par Charles Thomson (en) (1808),
- la Révision de Webster (en) de Noah Webster, une actualisation de la King James, (1833),
- The Emphatic Diaglott, de Benjamin Wilson (1864),
- la Bible Darby, de John Nelson Darby (1890),
- la Traduction littérale de Robert Young (1862),
- The Five Pauline Epistles, A New Translation, de William Gunion Rutherford (1900),
- The Emphasized Bible, de Joseph Bryant Rotherham (1902),
- la Modern Reader's Bible, de Richard Moulton (1914),
- la Bible in Basic English, du professeur S. H. Hooke (1949),
- la traduction de Ronald Knox (1950),
- la traduction de J.B. Phillips (1958),
- la "version de Berkeley", de Gerrit Verkuyl (1959),
- The Holy Name Bible containing the Holy Name Version of the Old and New Testaments d'Angelo Traina (1963),
- The Living Bible de Kenneth N. Taylor (1971),
- The Bible in Living English, de Stephen T. Byington, un témoin de Jéhovah (1972),
- la traduction littérale de J.P.Green (1985),
- la traduction de Heinz Cassirer (1989),
- la Complete Jewish Bible (1998), du Dr David H. Stern,
- la version King James américaine, de Michael Engelbrite (1999),
- The Message, d'Eugene H. Peterson (2002),
- la Bible araméenne originelle en anglais courant, de David Bauscher (2010),
- la traduction de la Bible grecque en anglais, du Père Nicholas King s.j. (2013).

Certains, comme Robert Alter, N. T. Wright ou Dele Ikeorha ont fait des traductions partielles de la Bible.
En 1971, l'écrivaine Pearl Buck, prix Nobel de littérature 1938, a publié The Story Bible (en), une version condensée de la Bible comportant 72 histoires transcrites dans un langage vivant et coloré, ce qui est considéré comme une paraphrase de la Bible.

### Traductions juives
Les traductions de la Bible juive en anglais sont des traductions de la Bible en anglais moderne qui comprennent les livres de la Bible hébraïque (Tanakh) selon le texte massorétique, et selon la division et l'ordre traditionnels de la Torah, des Nevi'im et des Ketuvim.
Les traductions juives reflètent les interprétations juives traditionnelles de la Bible, par opposition à la compréhension chrétienne qui se trouve dans les traductions non juives. Par exemple, les traductions juives traduisent עלמה 'almâh en Esaïe 7:14 comme jeune femme, alors que de nombreuses traductions chrétiennes utilisent le mot vierge.
Si la recherche biblique moderne est similaire pour les chrétiens et les juifs, il y a des traits distinctifs dans les traductions juives, même celles créées par des universitaires. Celles-ci comprennent l'évitement des interprétations christologiques, l'adhésion au texte massorétique (au moins dans le corps du texte, comme dans la nouvelle traduction de la Jewish Publication Society (JPS)) et un plus grand recours à l'exégèse juive classique. Certaines traductions préfèrent des noms translittérés à partir de l'hébreu, bien que la majorité des traductions juives utilisent les formes anglicisées des noms bibliques.
La première traduction juive de la Bible en anglais a été réalisée par Isaac Leeser (en) au XIXe siècle.
La JPS a produit deux des traductions juives les plus populaires, à savoir la JPS The Holy Scriptures de 1917 et le NJPS Tanakh (imprimé pour la première fois en un seul volume en 1985, deuxième édition en 1999).
Depuis les années 1980, les éditeurs orthodoxes ont déployé de multiples efforts pour produire des traductions qui ne sont pas seulement juives, mais qui adhèrent aussi aux normes orthodoxes. Parmi ces traductions, on peut citer The Living Torah and Nach d'Aryeh Kaplan et d'autres, la Torah et d'autres parties d'un projet en cours d'Everett Fox (en), et le rouleau d'art Tanakh.

### Autres traductions
- La New World Translation of the Holy Scriptures (NWT) ou « traduction du monde nouveau » est la traduction propre aux Témoins de Jéhovah. La première version est parue en 1950. Précédemment les Témoins de Jéhovah lisaient la King James.
- The Bible in Living English est également une version issue du même groupe religieux, œuvre d'un unique traducteur, Stephen T. Byington, qui travailla à sa traduction pendant 45 ans, de 1898 à 1943, même si le texte dont les Témoins de Jéhovah avaient acheté les droits, ne fut publié qu'en 1972.

## Diffusion
L'Association des libraires chrétiens évangéliques dresse la liste des versions les plus populaires de la Bible vendues par ses membres aux États-Unis. Jusqu'au 29 décembre 2012, les 5 traductions les plus vendues (en dollars et à l'unité) ont été les suivantes :
1. New International Version
2. King James Version
3. New Living Translation
4. New King James Version
5. English Standard Version

Les ventes sont influencées par l'affiliation religieuse. Par exemple, la version juive la plus populaire n'entrerait pas en concurrence avec les classements d'un public plus large. Les données sur les ventes peuvent être affectées par la méthode de commercialisation. Certaines traductions sont directement commercialisées auprès de confessions particulières ou d'églises locales, et de nombreux libraires chrétiens n'offrent que des Bibles protestantes, de sorte que les livres d'autres canons bibliques (comme les Bibles catholiques et orthodoxes) peuvent ne pas figurer aussi haut dans le classement de l'ABC.
Une étude publiée en 2014 par le Centre d'étude de la religion et de la culture américaine de l'Université de l'Indiana et de l'Université Purdue a révélé quelles étaient les versions de la Bible les plus lues par les Américains , :
1. King James Version (55%)
2. New International Version (19%)
3. New Revised Standard Version (7%)
4. New American Bible (6%)
5. The Living Bible (5%)
6. toutes les autres traductions (8%)